# Farris
Farris är en insjö i Vestfold fylke och Telemark fylke. Den största delen ligger i Larviks kommun, medan den i norr bildar gräns mot Porsgrunns kommun och sträcker sig in i Siljans kommun. Arealen är cirka 22 km² och djupet upp till 120 meter.
Farris har gett namn åt ett mineralvatten, som erhålles ur svavel- och koksalthaltiga källor vid Larvik.